# Vương Sung
Vương Sung (王充) (27-97) là nhà vô thần luận, nhà triết học duy vật nổi tiếng thời Đông Hán, tự là Trọng Nhiệm (仲任), người ở Cối Kê, tỉnh Chiết Giang.

## Thời thanh niên
Là thái học sinh, từng nhận chức quan lại châu, huyện, về sau bị bãi chức ở nhà, đời sống khổ cực. Cả cuộc đời, ông viết nhiều trước tác, nhưng đều bị nhà cầm quyền cấm đoán nên thất tán. Lưu truyền đến ngày nay có bộ "Luận hành" (論衡). Vương Sung sống trong giai đoạn sau khi các cuộc khởi nghĩa nông dân bị thất bại, là lúc giai cấp thống trị phong kiến Đông Hán lợi dụng sự mê tín tôn giáo để củng cố địa vị thống trị của mình.

## Quan điểm tư tưởng
Vương Sung đã dùng tác phẩm nổi tiếng của mình để khiêu chiến với các tư tưởng lạc hậu phản động của giai cấp thống trị. Bộ Luận Hành thể hiện đầy đủ tư tưởng quan điểm của ông. Ông đã công khai tư tưởng vô thần luận, giữ vững trận địa duy vật.
Ông cho rằng thế giới là vật chất tiềm tàng mãi mãi, 4 khí làm nên tự nhiên, vì vậy loại hiện tượng tự nhiên đều là bộ phận của "khí".Con người cũng là do khí của vật chất tạo nên. Do vận động của bản thân khí, sản sinh của tự nhiên là vạn vật, tự nhiên sinh ra vạn vật. Xuất phát từ quan điểm này, ông đã phê phán thế giới quan của mục đích luận, căn phản phủ nhận có chúa tể siêu tự nhiên, từ đó đả kích mạnh mẽ lý luận phản động, lạc hậu của giai cấp thống trị theo tư tưởng tôn giáo thần bí.
Ông nêu:"Trời không có ý chí, Trời không thể gây phúc hoạ cho người ta được, cũng không báo trước được điềm lành dữ cho người. Biện pháp chính trị của giai cấp thống trị không thể dẫn đến tai ách của tự nhiên."Tai ách" của tự nhiên là do kết quả của sự biến hoá, bản thân "khí" không biểu thị sự trừng phạt đối với loài người."
Vương Sung còn đưa ra những lập luận về quan hệ tinh thần và nội thể. Ông cho rằng tinh khí là nhân tố vật chất và tinh thần cấu tạo thành con người, không có tinh khí, tinh thần và ý thức, tinh khí của con người dựa vào huyết mạch. Khô háo của huyết mạch, hư hoại của hành thể, ý thức tinh thần cũng theo đó mà diệt vong, điều này đã phủ định ý thức siêu thân thế mà độc lập tồn tại.
Từ đó Vương Sung tiến lên lật độ hoàn toàn tất cả các luận cứ của những người lập luận có quỷ thần. Ông nói:"Quỷ chỉ là do con người tưởng tượng ra, một loại ảo giác trong lúc con người sợ hãi."
Về nhận thức luận, Vương Sung đã nhận thức là có từ cảm giác và cho rằng không có chuyện "Sinh nhi tri chi"(mới sinh đã biết).Đồng thời cho rằng nhận thức của sự vật không thể dựa vào cảm giác kinh nghiệm, còn phải dùng lý trí tư duy, nếu không thì không có "thực sự".Những ông lại không thể từ cơ sở thực tiễn xã hội để khảo sát hoạt động nhận thức, do đó nhận thức luận của ông vẫn là trực quan.
Vương Sung tuy là nhà triết học có nhiều quan điểm tiến bộ song vẫn còn có khuyết điểm, khuyết điểm của ông chủ yếu là đã đưa vấn đề xã hội và vấn đề tự nhiên ra để trình bay cùng một lúc. Khuyết điểm này đã phản ánh sự mềm yếu không đủ sức chống đối giai cấp thống trị của tri thức và giai cấp trung tiểu địa chủ khi gặp phải áp bức